# Paștile cailor
Paștele cailor este o sărbătoare care cade în aceeași zi cu Înălțarea Domnului sau ziua de Ispas, adică exact la 40 de zile după Paști (joia din săptămâna a șasea după Paști) . Mai este cunoscută drept "Joia iepelor".

## Utilizare populară
Expresia „la paștele cailor” a intrat în limbajul comun desemnând ceva foarte îndepărtat ca timp, sau niciodată. Această expresie se pare că nu e de regăsit în alte spații culturale decât cel românesc . Zona sa de proveniență e Transilvania. O legendă spune că, atunci când Fecioara Maria îl năștea pe Isus, caii făceau mare gălăgie. Aceasta i-ar fi blestemat să fie animale mereu flamânde, cu excepția unei singure zile pe an: Paștele cailor.
Sărbatoarea este prilej pentru organizarea de târguri și pentru încheierea unor afaceri. De Paștele lor, caii nu sunt puși la căruță, iar în trecut, în unele zone, se faceau slujbe religioase pentru sănătatea animalelor .

## Origine
Paștele cailor provine din Transilvania și este sărbătorit în zilele când Paștele Ortodox coincide cu cel Catolic. Explicația este că în vechime, atunci când Paștele Ortodox nu coincidea cu cel Catolic, țăranii de credință Ortodoxă împrumutau caii de la țăranii de credință Catolică și invers. Atunci când cele două sărbatori coincideau, caii se odihneau, si era Paștele Cailor.
Mai are și sensul de "La calendele grecesti" ("Ad calendas graecas" în limba latină). Expresia fusese atribuită de Suetoniu împaratului roman Augustus. Acesta ar fi afirmat despre cei răi-platnici ca își achita datoriile "ad calendas graecas" (la calendele grecesti); referire ironică la faptul ca grecii - spre deosebire de romani - nu aveau prima zi a lunii din calendar (numita calendae), zi obișnuită de restituire a datoriilor.
Calendele reprezintă o sarbătoare a romanilor și nu apare la greci. Din acest motiv "calendele grecesti" reprezintă o sărbătoare care nu a avut loc și nu va avea loc vreodată.